# Raemka
Raemka, també Raemkai o Remkui, va ser un príncep egipci de la V Dinastia. No se sap amb certesa qui eren els seus pares, tot i que es creu que podria haver estat fill del faraó Menkauhor Kaiu i de la reina Meresankh IV. Es coneix la seva condició perquè a la seva tomba s'hi va trobar una inscripció que diu que Raemka tenia el títol de Fill del Rei del seu cos, el que significa que era fill biològic d'algun rei.
Va ser enterrat a la tomba 80 de Saqqara, excavada per primer cop per l'egiptòleg francès Auguste Mariette. La tomba està catalogada com a D3 a Mastabas.
Una de les cambres de la tomba va ser adquirida pel Museu Metropolità de Nova York. La cambra està decorada amb escenes de caça, agrícoles i representacions d'una estàtua transportada.